# Serhij Rebrov
Serhij Stanislavovyč Rebrov, známý i jako Sergej Rebrov (ukrajinsky Сергій Станіславович Ребров; * 3. června 1974, Horlivka, Ukrajinská SSR, Sovětský svaz) je bývalý ukrajinský fotbalista a reprezentant a současný fotbalový trenér. V letech 1996 a 1998 získal na Ukrajině ocenění „Fotbalista roku“.
Je zapsán v povědomí fotbalových fanoušků zejména jako útočný partner Andrije Ševčenka v Dynamu Kyjev. Společně s Ševčenkem a Olehem Lužným patří mezi nejznámější ukrajinské fotbalisty.

## Reprezentační kariéra
V A-mužstvu Ukrajiny debutoval 27. června 1992 v přátelském utkání proti domácímu týmu USA. Byl to teprve druhý oficiální zápas nově vzniklého ukrajinského týmu. Do střetnutí nastoupil v 76. minutě, zápas skončil remízou 0:0. Za národní tým Ukrajiny odehrál v letech 1992–2006 celkem 75 zápasů, v nichž vstřelil 15 branek.

### Mistrovství světa 2006
Zúčastnil se Mistrovství světa ve fotbale 2006 (prvního světového šampionátu, na nějž se ukrajinskému týmu podařilo kvalifikovat), kde Ukrajina vypadla ve čtvrtfinále s Itálií po prohře 0:3. V základní skupině H se podílel jednou brankou na vítězství 4:0 nad Saúdskou Arábií. V osmifinále proti Švýcarsku dospělo utkání až do penaltového rozstřelu, po prodloužení bylo skóre 0:0. V rozstřelu Rebrov svůj pokus proměnil, Ukrajina jej vyhrála poměrem 3:0 a postoupila do čtvrtfinále.